# Boris Korotkow
Boris Fiodorowicz Korotkow (ros. Борис Фёдорович Коротков, ur. w marcu 1927 w Żadowce, zm. 1995) – radziecki działacz partyjny.

## Życiorys
1944-1950 studiował w Kujbyszewskim Instytucie Lotniczym, 1950-1953 pracował w fabryce im. Stalina w Mołotowie (obecnie Perm) kolejno jako starzy majster, technolog, zastępca kierownika odlewni i sekretarz fabrycznego komitetu Komsomołu. Od 1952 członek WKP(b), od września 1953 do października 1954 I sekretarz Komitetu Miejskiego Komsomołu w Mołotowie, od października 1954 do grudnia 1958 I sekretarz Komitetu Obwodowego Komsomołu w Mołotowie, od grudnia 1958 do listopada 1959 I sekretarz Dzierżyńskiego Komitetu Rejonowego Komsomołu. Od listopada 1959 do stycznia 1963 I sekretarz Komitetu Miejskiego KPZR w Bierieznikach, od 8 stycznia 1963 do 22 grudnia 1964 II sekretarz Permskiego Przemysłowego Komitetu Obwodowego KPZR, od grudnia 1964 do lipca 1968 sekretarz Permskiego Komitetu Obwodowego KPZR, od 27 lipca 1968 do 23 listopada 1972 I sekretarz Komitetu Obwodowego KPZR w Permie, od 9 kwietnia 1971 do 24 lutego 1976 członek KC KPZR. Deputowany do Rady Najwyższej ZSRR 8 kadencji. Pochowany w kolumbarium na Cmentarzu Wagańkowskim w Moskwie.

## Odznaczenia
- Order Lenina (1971)
- Order Czerwonego Sztandaru Pracy (1965)
- Order „Znak Honoru” (1957)